# Тьоурсау
Тьоурсау (исл. Þjórsá) — крупнейшая и самая длинная река на острове Исландия, протекает в юго-западной части страны. Длина реки 230 км, площадь бассейна 7530 км², в том числе 1200 км² покрыто ледниками. Имеет ледниковое питание, максимум стока приходится на лето. Вытекает из ледника Хофсйёкюдль в центре страны, впадает в Атлантический океан. В верхнем течении протекает сквозь узкие ущелья исландского плато. Средний расход воды 390 м³/сек; зимой в верхнем течении замерзает. На самой Тьоурсау имеются две ГЭС — «Бурфедль» и «Султартанги». На притоке реки Тьоурсау, реке Фоссау, находится крупнейший в стране водопад Хауифосс (высота 122 метра).